# Museo ebraico Carlo e Vera Wagner
Il Museo ebraico "Carlo e Vera Wagner" si trova in via Del Monte 5/7 a Trieste. Raccoglie argenti, arredi e documenti relativi alla vita della Comunità ebraica di Trieste. Inaugurato nel gennaio 1993, il museo nasce per iniziativa della Comunità ebraica di Trieste e con un generoso contributo della famiglia Wagner-de Polo.

## Il Museo
L'edificio stesso del Museo riveste un'importanza particolare nella vita della Comunità triestina. Una volta ospedale ebraico, fu usato nei decenni precedenti alla seconda guerra mondiale, fino al 1941, come sede dell'Agenzia ebraica che accoglieva i profughi in fuga dai nazisti che s'imbarcavano da Trieste per la Palestina o le Americhe. Fu allora, a metà degli anni venti, che ebrei polacchi crearono all'interno dell'edificio un piccolo oratorio di rito askenazita che rimase in funzione fino al 1987 ed oggi è parte dell'allestimento museale ed ancora occasionalmente usato per il culto.
Il materiale esposto proviene dalle quattro sinagoghe sorte in città tra il 1748 e il 1825 e smantellate con l'inaugurazione del Tempio maggiore di Trieste nel 1912, e da donazioni private da parte di famiglie triestine. Si tratta di oggetti rituali, argenti, tessuti e libri (il più antico oggetto in esposizione è datato al 1593), che coprono quattro secoli di vita ebraica a Trieste. Tra di essi si segnalano un libro di pegni di metà Seicento in dialetto triestino scritto a mano in caratteri ebraici, e le due patenti sovrane concesse dall'imperatrice Maria Teresa d'Austria agli ebrei di Trieste il 19 aprile 1771.
Una sezione del museo è infine dedicata alla memoria degli ebrei triestini deportati con la Shoah. Sono esposti oggetti personali loro sequestrati alla partenza e restituiti alla Comunità solo nel 2000 dopo essere rimasti dimenticati per anni in un sotterraneo del Ministero del Tesoro a Roma.
Il piano superiore del museo è adibito a sala conferenze, e spesso usato per eventi culturali aperti alla cittadinanza.
Tra il 2014 e il 2015, la Comunità ebraica di Trieste ha intrapreso un'opera di riallestimento complessivo. Due gli obiettivi principali: valorizzare il ricco patrimonio posseduto dal Museo, che per qualità e quantità è uno dei più importanti d'Italia e rappresenta una testimonianza unica di vita ebraica nel Friuli Venezia Giulia; rendere il percorso espositivo fruibile nel miglior modo possibile dai visitatori, italiani e no - grazie ai contenuti tutti disponibili anche in inglese - con un'attenzione particolare alle scolaresche.
Il 14 settembre 2014, in occasione della Giornata europea della cultura ebraica, è stata inaugurata la prima parte rinnovata: la sezione dedicata alla cultura, allestita al primo piano di via del Monte 7, dove si trova lo spazio conferenze.
Il 29 marzo 2015 è stato riaperto anche il pianoterra, accessibile da via del Monte 5, con le sezioni dedicate a spiritualità e tradizioni, storia della Comunità ebraica di Trieste, Shoah, rapporto con Eretz Israel.
L'allestimento è arricchito da diversi contenuti multimediali.